# 九十九髪茄子
九十九髪茄子（つくもかみなす）は、大名物・漢作唐物茄子茶入。付藻茄子とも呼ばれる。

## 由来
古来この茄子茶入は「つくもがみ」と呼ばれていた。漢字では「九十九髪」もしくは「付喪神」と表記し、前者の漢字をあてる場合は老女の白髪を意味する。また、後者の漢字をあてる場合は古い器に霊が宿った妖怪を意味する。前者の場合『伊勢物語』の一節「百年に一年足らぬつくもがみ我を恋ふらし面影に見ゆ」から、完全な形を意味する百に対して石間が欠点で「百」至らぬ「九十九」という意味で名付けられた。また、後者の場合は二つある石間が両目のようであったからと解されて名付けられた。また、付物・作物の字をあてることもある。
この茶入れを珠光が九十九貫で購入したことを結びつけて命名されたと伝えられている。しかし、九十九貫で購入したことを結びつけての部分は伝承に過ぎないとも言われている。

## 伝来
当初は足利義満が所有しており、内野の戦いにも携えていったと伝えられている。その後足利家が所有していたが足利義政により山名是豊に与えられた。その後伊佐宋雲の手に渡り朝倉宗滴（朝倉教景）が五百貫で購入したとされている。後に宗滴から越前小袖屋に質入れされた。1558年に松永久秀が一千貫にて入手する。その後、1568年、足利義昭を奉じて上洛した織田信長への降伏のしるしとして、九十九髪茄子に吉光を添えて献上した。
織田信長没後、本能寺の焼け跡から拾い出された九十九髪茄子は豊臣秀吉に献上された。しかし、秀吉は焼けて釉薬の輝きが失われた九十九髪茄子を好まず、有馬則頼に与えた。有馬則頼の没後、九十九髪茄子は大坂城に戻されるが、1615年大坂城落城の際に再度罹災する。
徳川家康の命により藤重藤元・藤厳父子が大坂城焼け跡から探し出し、破片を漆で継ぎ合わせて修復を行った。家康は修復の出来映えの褒美として藤元に九十九髪茄子を与えた。以後、藤重家に伝来したが、1876年（明治9年）に岩崎弥之助に譲られた。

## 現状
現在は静嘉堂文庫美術館に保管展示されている。また、静嘉堂文庫美術館では収蔵品の有料画像データ貸出サービスを2013年（平成25年）10月1日より開始しており、九十九髪茄子および九十九髪茄子X線写真についても貸出サービスを受けることが出来る。